# تیگران پطروسیانتس (بازیکن فوتبال)
تیگران رودولف پتروسیانتس (ارمنی: Տիգրան Ռուդոլֆ Պետրոսյանց؛ زادهٔ ۲۳ دسامبر ۱۹۷۳ در ایروان) یک بازیکن فوتبال بازنشسته در پست هافبک اهل ارمنستان است.

## باشگاهی
از باشگاه‌هایی که در آن بازی کرده‌است می‌توان به کوتایک، زسکا مسکو، ژمچوژینا-سوچی، تورپدو مسکو، الیستا، کریلیا سووتوف سامارا، باشگاه فوتبال الیستا، وولگار آستراخان، چرنومورتس نووراسییسک، آرسنال تولا و نیکا مسکو اشاره کرد.

## بازی ملی
وی همچنین در تیم ملی فوتبال ارمنستان بازی کرده‌است. پتروسیانتس نخستین بازی ملی خود را که یک بازی دوستانه بود در تاریخ ۲۱ نوامبر ۱۹۹۸ در آبوویان در مقابل استونی انجام داده‌است.

## دستاوردها
- چرنومورتس نووراسییسک
  - فینالیست Russian Premier League Cup: (۲۰۰۳)